# Khimóssovo
Khimóssovo (en rus: Химосово) és un poble de l'óblast de Leningrad, a Rússia, que el 2017 no tenia cap habitant, pertany al districte de Vólossovo.